# Guilherme II de Hesse-Cassel
Guilherme II de Hesse-Cassel (28 de julho de 1777 - 20 de novembro de 1847) foi o penúltimo príncipe-eleitor de Hesse, governando entre 1821 e 1847.

## Família
Guilherme era o filho mais novo do príncipe-eleitor Guilherme I de Hesse-Cassel e da princesa Guilhermina Carolina da Dinamarca. Os seus avós paternos eram o conde Frederico II de Hesse-Cassel e a princesa Maria da Grã-Bretanha. Os seus avós maternos eram o rei Frederico V da Dinamarca e a princesa Luísa da Grã-Bretanha.

## Casamentos e descendência
A 13 de fevereiro de 1787, Guilherme casou-se em Berlim com a princesa Augusta da Prússia, quarta filha do rei Frederico Guilherme II da Prússia. O casal teve seis filhos:
- Guilherme de Hesse-Cassel (9 de abril de 1798 – 25 de outubro de 1800), morreu aos dois anos de idade.
- Carolina de Hesse-Cassel (29 de julho de 1799 – 28 de novembro e 1854), nunca se casou nem teve filhos.
- Luísa de Hesse-Cassel (3 de abril de 1801 – 28 de setembro de 1803), morreu aos dois anos de idade.
- Frederico, Eleitor de Hesse (20 de agosto de 1802 – 6 de junho de 1875), casado com Gertrude Falkenstein, depois princesa de Hanau; com descendência.
- Maria Frederica de Hesse-Cassel (6 de setembro de 1804 – 4 de janeiro de 1888), casada com o duque Bernardo II de Saxe-Meiningen; com descendência.
- Fernando de Hesse-Cassel (9 de outubro de 1806 – 21 de novembro de 1806), morreu com um mês de idade.

### Casamentos morganáticos
Guilherme também teve oito filhos da sua segunda esposa, Emília Ortlöpp, filha de João Cristiano Ortlöpp e Agnese Luísa Sofia Wiessenberg, que se tornou condessa de Reichenbach-Lessonitz em 1821. Os seus filhos tinham esse título:
- Luísa Guilhermina Emília (26 de fevereiro de 1813 – 3 de outubro de 1883), casada com o conde Carlos de Bose.
- Júlio Guilherme Alberto (4 de outubro de 1815 – 15 de janeiro de 1822)
- Gustavo Carlos (24 de agosto de 1818 – 26 de setembro de 1861), casado com Clementina Richter.
- Amélia Guilhermina Emília (21 de dezembro de 1816 – 28 de dezembro de 1858), casada com o conde Guilherme de Lückner, depois com Carlos de Watzdorf.
- Emília (8 de junho de 1820 – 30 de janeiro de 1891), casada com o conde Félix de Zichy-Ferraris.
- Friederike (16 de dezembro de 1821 – 23 de fevereiro de 1898), casada com o barão Wilhelm von Dungern.
- Wilhelm (29 de junho de 1824 – 19 de janeiro de 1866), casado com a baronesa Helene Amélia Goeler de Ravensburg (antepassados da duquesa Ameli de Oldemburgo, conde Leopoldo de Castell-Castell e o Ricardo, 6.º Príncipe de Sayn-Wittgenstein-Berleburg  ).

- Helene (8 de agosto de 1825 – 14 de março de 1898), casada com o barão Osvaldo de Fabrice (4x bisavós de Tatiana Elinca Blatnik, esposa do príncipe Nicolau da Grécia e Dinamarca.)

Vários meses após a morte de Augusta, a 19 de fevereiro de 1841, Guilherme casou-se com a sua amante e os seus filhos foram legitimados. Emília morreu menos de dois anos depois do casamento, em 1843.
Alguns meses depois da morte da sua segunda esposa, Guilherme voltou a casar-se abaixo da sua posição, desta vez com Carolina de Berlepsch, filha de Luís Hermano Freiherr de Berlepsch e Melusine Jul. Chr. von Kruse, que se tornou condessa de Bergen em 1846. Não nasceram filhos deste casamento.